# Fred Ostermann
Fred Ostermann (* 15. April 1934 in Saarbrücken; † 11. Februar 2012 in Sankt Ingbert/Saar) war ein Pionier des Windsurfens. Auf ihn geht die Entwicklung des Windgliders zurück. Er produzierte im Jahr 1979 mehr Surfbretter als jeder andere Wettbewerber und errang so die Weltmarktführerschaft.
Sehr früh erkannte er die Möglichkeit, sein Sportgerät durch Promotion zur olympischen Disziplin zu machen. Durch Empfehlung des Internationalen Segler-Verbandes, damals (IYRU, heute World Sailing) setzte sich sein Windglider beim Internationalen Olympischen Komitee (IOC) mit mehr als doppelt so vielen Stimmen gegen den ebenso bekannten Windsurfer des Amerikaners Hoyle Schweitzer durch. Schweitzer verlor den Zweikampf, war aber auch gleichzeitig Patentinhaber und profitierte stark vom ausgelösten Surfboom. Zunächst versuchte er jedoch noch, einen Start durch eine Patentrechtsklage und eine Petition mit Robby Naish zu verhindern. Am Ende setzte sich Ostermann mit seinem Windglider durch; Schweitzer strich jedoch Millionen an Lizenzgebühren ein. Jim Drake, der nicht zweifelsfreie Erfinder, hatte für angeblich 30.000 Dollar sein Patent sehr früh an Schweitzer verkauft. Somit wurde Windsurfen auf dem Ostermann Windglider 1984 in Los Angeles erstmals olympische Disziplin.
Kurz vor den Olympischen Sommerspielen verkaufte Ostermann auch aus wirtschaftlichem Zwang seine Firma an Baron Marcel Bich, den Erfinder des bekannten Einwegfeuerzeuges und Kugelschreibers, sowie Inhaber der Firma BIC. Wenige Jahre später verschwand die Marke vom Markt.
Im Jahr 1977 wurde Ostermann gemeinsam mit Derk Thijs Vizeweltmeister im Tandemwindsurfen.
Noch heute findet in Deutschland bei der Deutschen Klassenvereinigung der Tandemsurfer e. V. (DKT) alljährlich der „Fred Ostermann Cup“ – ein Windsurfwettbewerb im Tandemsegeln – statt.